# Tour de Flandes 2023
El Tour de Flandes 2023 fou l'edició número 107 del Tour de Flandes. Es disputà el 2 d'abril de 2023 sobre un recorregut de 273,4 km entre Bruges i Oudenaarde. La cursa formava part de l'UCI World Tour 2023.
La cursa fou guanyada per l'eslovè Tadej Pogačar (UAE Team Emirates), que s'imposà en solitari en l'arribada a Oudenaarde. Mathieu van der Poel (Alpecin-Fenix) fou segon i Mads Pedersen (Trek-Segafredo) completà el podi. Aquesta fou l'edició més ràpida de la història. Alhora Pogačar fou el tercer ciclista de la història en guanyar el Tour de França i el Tour de Flandes rere Louison Bobet i Eddy Merckx.

## Equips
En ser el Tour de Flandes una prova de l'UCI World Tour, els 18 equips World Tour són automàticament convidats i obligats a prendre-hi part. A banda foren convidats a prendre-hi part set UCI ProTeams.
| WorldTeams (18)- AG2R Citroën Team - Alpecin-Deceuninck - Astana Qazaqstan Team - Bahrain Victorious - Bora-Hansgrohe - Cofidis - EF Education-EasyPost - Groupama-FDJ - Ineos Grenadiers - Intermarché-Circus-Wanty - Jumbo-Visma - Movistar Team - Soudal Quick-Step - Arkéa-Samsic - Team DSM - Team Jayco AlUla - Trek-Segafredo - UAE Team Emirates ProTeams (7)- Bingoal WB - Israel-Premier Tech - Lotto Dstny - Q36.5 Pro Cycling Team - Team Flanders-Baloise - TotalEnergies - Uno-X Pro Cycling Team |
| |

## Classificació final
| \| Classificació general \| Classificació general \| Classificació general \| Classificació general \| Classificació general \| \| Corredor \| Corredor \| Equip \| Temps \| \| \| --------------------- \| --------------------- \| ---------------------- \| --------------------- \| --------------------- \| \| 1r \| Tadej Pogačar \| UAE Team Emirates \| 6h 12' 07" \| \| \| 2n \| Mathieu van der Poel \| Alpecin-Deceuninck \| + 16" \| \| \| 3r \| Mads Pedersen \| Trek-Segafredo \| + 1' 12" \| \| \| 4t \| Wout van Aert \| Jumbo-Visma \| + 1' 12" \| \| \| 5è \| Neilson Powless \| EF Education-EasyPost \| + 1' 12" \| \| \| 6è \| Stefan Küng \| Groupama-FDJ \| + 1' 12" \| \| \| 7è \| Kasper Asgreen \| Soudal Quick-Step \| + 1' 12" \| \| \| 8è \| Fred Wright \| Bahrain Victorious \| + 1' 12" \| \| \| 9è \| Matteo Jorgenson \| Movistar Team \| + 1' 19" \| \| \| 10è \| Matteo Trentin \| UAE Team Emirates \| + 2' 49" \| \| \| 11è \| Nathan Van Hooydonck \| Jumbo-Visma \| + 3' 12" \| \| \| 12è \| Florian Vermeersch \| Lotto Dstny \| + 3' 31" \| \| \| 13è \| Tiesj Benoot \| Jumbo-Visma \| + 5' 12" \| \| \| 14è \| Christophe Laporte \| Jumbo-Visma \| + 5' 16" \| \| \| 15è \| Mikkel Bjerg \| UAE Team Emirates \| + 5' 16" \| \| \| 16è \| Benoît Cosnefroy \| AG2R Citroën Team \| + 5' 16" \| \| \| 17è \| Anthony Turgis \| TotalEnergies \| + 6' 04" \| \| \| 18è \| Alexander Kristoff \| Uno-X Pro Cycling Team \| + 6' 09" \| \| \| 19è \| John Degenkolb \| Team DSM \| + 6' 09" \| \| \| 20è \| Nils Politt \| Bora-Hansgrohe \| + 6' 09" \| \| |                      |                        |            |
| |                      |                        |            |
| Font: ProCyclingStats |                      |                        |            |
| Classificació general |                      |                        |            |
| Corredor | Corredor             | Equip                  | Temps      |
| 1r | Tadej Pogačar        | UAE Team Emirates      | 6h 12' 07" |
| 2n | Mathieu van der Poel | Alpecin-Deceuninck     | + 16"      |
| 3r | Mads Pedersen        | Trek-Segafredo         | + 1' 12"   |
| 4t | Wout van Aert        | Jumbo-Visma            | + 1' 12"   |
| 5è | Neilson Powless      | EF Education-EasyPost  | + 1' 12"   |
| 6è | Stefan Küng          | Groupama-FDJ           | + 1' 12"   |
| 7è | Kasper Asgreen       | Soudal Quick-Step      | + 1' 12"   |
| 8è | Fred Wright          | Bahrain Victorious     | + 1' 12"   |
| 9è | Matteo Jorgenson     | Movistar Team          | + 1' 19"   |
| 10è | Matteo Trentin       | UAE Team Emirates      | + 2' 49"   |
| 11è | Nathan Van Hooydonck | Jumbo-Visma            | + 3' 12"   |
| 12è | Florian Vermeersch   | Lotto Dstny            | + 3' 31"   |
| 13è | Tiesj Benoot         | Jumbo-Visma            | + 5' 12"   |
| 14è | Christophe Laporte   | Jumbo-Visma            | + 5' 16"   |
| 15è | Mikkel Bjerg         | UAE Team Emirates      | + 5' 16"   |
| 16è | Benoît Cosnefroy     | AG2R Citroën Team      | + 5' 16"   |
| 17è | Anthony Turgis       | TotalEnergies          | + 6' 04"   |
| 18è | Alexander Kristoff   | Uno-X Pro Cycling Team | + 6' 09"   |
| 19è | John Degenkolb       | Team DSM               | + 6' 09"   |
| 20è | Nils Politt          | Bora-Hansgrohe         | + 6' 09"   |

## Llista de participants
| Alpecin-Deceuninck ADC | Alpecin-Deceuninck ADC     | Alpecin-Deceuninck ADC |
| ---------------------- | -------------------------- | ---------------------- |
| Núm                    | Ciclista                   | Pos                    |
| 1                      | Mathieu van der Poel (NED) | 2n                     |
| 2                      | Silvan Dillier (SUI)       | 80è                    |
| 3                      | Maurice Ballerstedt (GER)  | DNF                    |
| 4                      | Michael Gogl (AUT)         | DNF                    |
| 5                      | Søren Kragh Andersen (DEN) | DNF                    |
| 6                      | Gianni Vermeersch (BEL)    | 30è                    |
| 7                      | Xandro Meurisse (BEL)      | 54è                    |

| Jumbo-Visma TJV | Jumbo-Visma TJV            | Jumbo-Visma TJV |
| --------------- | -------------------------- | --------------- |
| Núm             | Ciclista                   | Pos             |
| 11              | Wout van Aert (BEL)        | 4t              |
| 12              | Edoardo Affini (ITA)       | DNF             |
| 13              | Tiesj Benoot (BEL)         | 13è             |
| 14              | Christophe Laporte (FRA)   | 14è             |
| 15              | Tim Van Dijke (NED)        | 42è             |
| 16              | Tosh Van der Sande (BEL)   | DNF             |
| 17              | Nathan Van Hooydonck (BEL) | 11è             |

| UAE Team Emirates UAD | UAE Team Emirates UAD      | UAE Team Emirates UAD |
| --------------------- | -------------------------- | --------------------- |
| Núm                   | Ciclista                   | Pos                   |
| 21                    | Tadej Pogačar (SLO)        | 1r                    |
| 22                    | Rui Oliveira (POR)         | 58è                   |
| 23                    | Sjoerd Bax (NED)           | 68è                   |
| 24                    | Mikkel Bjerg (DEN)         | 15è                   |
| 25                    | Vegard Stake Laengen (NOR) | 69è                   |
| 26                    | Matteo Trentin (ITA)       | 10è                   |
| 27                    | Tim Wellens (BEL)          | DNF                   |

| AG2R Citroën Team ACT | AG2R Citroën Team ACT   | AG2R Citroën Team ACT |
| --------------------- | ----------------------- | --------------------- |
| Núm                   | Ciclista                | Pos                   |
| 31                    | Greg Van Avermaet (BEL) | 62è                   |
| 32                    | Benoît Cosnefroy (FRA)  | 16è                   |
| 33                    | Stan Dewulf (BEL)       | 48è                   |
| 34                    | Lawrence Naesen (BEL)   | DNF                   |
| 35                    | Oliver Naesen (BEL)     | 40è                   |
| 36                    | Pierre Gautherat (FRA)  | DNF                   |
| 37                    | Damien Touzé (FRA)      | 91è                   |

| Lotto Dstny LTD | Lotto Dstny LTD          | Lotto Dstny LTD |
| --------------- | ------------------------ | --------------- |
| Núm             | Ciclista                 | Pos             |
| 41              | Caleb Ewan (AUS)         | DNF             |
| 42              | Sébastien Grignard (BEL) | DNF             |
| 43              | Jasper De Buyst (BEL)    | DNF             |
| 44              | Arjen Livyns (BEL)       | 35è             |
| 45              | Frederik Frison (BEL)    | 34è             |
| 46              | Brent Van Moer (BEL)     | DNF             |
| 47              | Florian Vermeersch (BEL) | 12è             |

| Trek-Segafredo TFS | Trek-Segafredo TFS         | Trek-Segafredo TFS |
| ------------------ | -------------------------- | ------------------ |
| Núm                | Ciclista                   | Pos                |
| 51                 | Jasper Stuyven (BEL)       | 26è                |
| 52                 | Emīls Liepiņš (LAT) (ruta) | 71è                |
| 53                 | Daan Hoole (NED)           | 61è                |
| 54                 | Alex Kirsch (LUX)          | DNF                |
| 55                 | Mads Pedersen (DEN)        | 3r                 |
| 56                 | Edward Theuns (BEL)        | 44è                |
| 57                 | Mathias Vacek (CZE)        | 65è                |

| Ineos Grenadiers IGD | Ineos Grenadiers IGD         | Ineos Grenadiers IGD |
| -------------------- | ---------------------------- | -------------------- |
| Núm                  | Ciclista                     | Pos                  |
| 61                   | Thomas Pidcock (GBR)         | 52è                  |
| 62                   | Kim Heiduk (GER)             | DNF                  |
| 63                   | Jhonatan Narváez Prado (ECU) | 25è                  |
| 64                   | Ben Turner (GBR)             | DNF                  |
| 65                   | Luke Rowe (GBR)              | 95è                  |
| 66                   | Magnus Sheffield (USA)       | 28è                  |
| 67                   | Connor Swift (GBR)           | 90è                  |

| Soudal Quick-Step SOQ | Soudal Quick-Step SOQ         | Soudal Quick-Step SOQ |
| --------------------- | ----------------------------- | --------------------- |
| Núm                   | Ciclista                      | Pos                   |
| 71                    | Julian Alaphilippe (FRA)      | 51è                   |
| 72                    | Kasper Asgreen (DEN)          | 7è                    |
| 73                    | Davide Ballerini (ITA)        | 56è                   |
| 74                    | Tim Merlier (BEL) (ruta)      | 43è                   |
| 75                    | Yves Lampaert (BEL)           | 41è                   |
| 76                    | Florian Sénéchal (FRA) (ruta) | DNF                   |
| 77                    | Tim Declercq (BEL)            | DNF                   |

| Team Jayco AlUla JAY | Team Jayco AlUla JAY   | Team Jayco AlUla JAY |
| -------------------- | ---------------------- | -------------------- |
| Núm                  | Ciclista               | Pos                  |
| 81                   | Michael Matthews (AUS) | DNF                  |
| 82                   | Luke Durbridge (AUS)   | DNF                  |
| 83                   | Luka Mezgec (SLO)      | DNF                  |
| 84                   | Kelland O'Brien (AUS)  | 72è                  |
| 85                   | Blake Quick (AUS)      | DNF                  |
| 86                   | Elmar Reinders (NED)   | 46è                  |
| 87                   | Zdeněk Štybar (CZE)    | 75è                  |

| EF Education-EasyPost EFE | EF Education-EasyPost EFE   | EF Education-EasyPost EFE |
| ------------------------- | --------------------------- | ------------------------- |
| Núm                       | Ciclista                    | Pos                       |
| 91                        | Julius van den Berg (NED)   | 74è                       |
| 92                        | Jens Keukeleire (BEL)       | 53è                       |
| 93                        | Owain Doull (GBR)           | 33è                       |
| 94                        | Mikkel Frølich Honoré (DEN) | 39è                       |
| 95                        | Thomas Scully (NZL)         | DNF                       |
| 96                        | Neilson Powless (USA)       | 5è                        |
| 97                        | Jonas Rutsch (GER)          | 29è                       |

| Bahrain Victorious TBV | Bahrain Victorious TBV | Bahrain Victorious TBV |
| ---------------------- | ---------------------- | ---------------------- |
| Núm                    | Ciclista               | Pos                    |
| 101                    | Matej Mohorič (SLO)    | DNF                    |
| 102                    | Nikias Arndt (GER)     | DNF                    |
| 103                    | Kamil Gradek (POL)     | DNF                    |
| 104                    | Filip Maciejuk (POL)   | DQ                     |
| 105                    | Andrea Pasqualon (ITA) | 36è                    |
| 106                    | Dušan Rajović (SRB)    | DNF                    |
| 107                    | Fred Wright (GBR)      | 8è                     |

| Intermarché-Circus-Wanty ICW | Intermarché-Circus-Wanty ICW | Intermarché-Circus-Wanty ICW |
| ---------------------------- | ---------------------------- | ---------------------------- |
| Núm                          | Ciclista                     | Pos                          |
| 111                          | Biniam Girmay (ERI)          | DNF                          |
| 112                          | Sven Erik Bystrøm (NOR)      | 31è                          |
| 113                          | Aimé De Gendt (BEL)          | DNF                          |
| 114                          | Dries De Pooter (BEL)        | 79è                          |
| 115                          | Baptiste Planckaert (BEL)    | DNF                          |
| 116                          | Laurenz Rex (BEL)            | 49è                          |
| 117                          | Taco van der Hoorn (NED)     | DNF                          |

| Team DSM DSM | Team DSM DSM              | Team DSM DSM |
| ------------ | ------------------------- | ------------ |
| Núm          | Ciclista                  | Pos          |
| 121          | John Degenkolb (GER)      | 19è          |
| 122          | Pavel Bittner (CZE)       | 82è          |
| 123          | Nils Eekhoff (NED)        | DNF          |
| 124          | Leon Heinschke (GER)      | DNF          |
| 125          | Alexander Edmondson (AUS) | 83è          |
| 126          | Tim Naberman (NED)        | DNF          |
| 127          | Kevin Vermaerke (USA)     | DNF          |

| Bora-Hansgrohe BOH | Bora-Hansgrohe BOH       | Bora-Hansgrohe BOH |
| ------------------ | ------------------------ | ------------------ |
| Núm                | Ciclista                 | Pos                |
| 131                | Shane Archbold (NZL)     | DNF                |
| 132                | Patrick Gamper (AUT)     | DNF                |
| 133                | Marco Haller (AUT)       | DNF                |
| 134                | Nils Politt (GER) (ruta) | 20è                |
| 135                | Jordi Meeus (BEL)        | DNF                |
| 136                | Danny van Poppel (NED)   | DNF                |
| 137                | Jonas Koch (GER)         | 76è                |

| Astana Qazaqstan Team AST | Astana Qazaqstan Team AST     | Astana Qazaqstan Team AST |
| ------------------------- | ----------------------------- | ------------------------- |
| Núm                       | Ciclista                      | Pos                       |
| 141                       | Igor Chzhan (KAZ) (ruta)      | DNF                       |
| 142                       | Ievgueni Guiditx (KAZ) (ruta) | DNF                       |
| 143                       | Martin Laas (EST)             | DNF                       |
| 144                       | Yevgeniy Fedorov (KAZ)        | 63è                       |
| 145                       | Dmitri Grúzdev (KAZ)          | DNF                       |
| 146                       | Nurbergen Nurlykhassym (KAZ)  | DNF                       |
| 147                       | Gleb Syrica                   | 73è                       |

| Cofidis COF | Cofidis COF            | Cofidis COF |
| ----------- | ---------------------- | ----------- |
| Núm         | Ciclista               | Pos         |
| 151         | Piet Allegaert (BEL)   | 45è         |
| 152         | Wesley Kreder (NED)    | DNF         |
| 153         | Christophe Noppe (BEL) | 77è         |
| 154         | André Carvalho (POR)   | DNF         |
| 155         | Alexis Renard (FRA)    | DNF         |
| 156         | Axel Zingle (FRA)      | 38è         |
| 157         | Max Walscheid (GER)    | 55è         |

| Israel-Premier Tech IPT | Israel-Premier Tech IPT | Israel-Premier Tech IPT |
| ----------------------- | ----------------------- | ----------------------- |
| Núm                     | Ciclista                | Pos                     |
| 161                     | Dylan Teuns (BEL)       | 37è                     |
| 162                     | Guillaume Boivin (CAN)  | 93è                     |
| 163                     | Jens Reynders (BEL)     | DNF                     |
| 164                     | Hugo Houle (CAN)        | 66è                     |
| 165                     | Krists Neilands (LAT)   | DNF                     |
| 166                     | Tom Van Asbroeck (BEL)  | 23è                     |
| 167                     | Sep Vanmarcke (BEL)     | 24è                     |

| Q36.5 Pro Cycling Team Q36 | Q36.5 Pro Cycling Team Q36 | Q36.5 Pro Cycling Team Q36 |
| -------------------------- | -------------------------- | -------------------------- |
| Núm                        | Ciclista                   | Pos                        |
| 171                        | Jack Bauer (NZL)           | DNF                        |
| 172                        | Filippo Colombo (SUI)      | 50è                        |
| 173                        | Alessandro Fedeli (ITA)    | DNF                        |
| 174                        | Nicolò Parisini (ITA)      | DNF                        |
| 175                        | Kamil Małecki (POL)        | DNF                        |
| 176                        | Antonio Puppio (ITA)       | 92è                        |
| 177                        | Nickolas Zukowsky (CAN)    | DNF                        |

| Arkéa-Samsic ARK | Arkéa-Samsic ARK      | Arkéa-Samsic ARK |
| ---------------- | --------------------- | ---------------- |
| Núm              | Ciclista              | Pos              |
| 181              | Hugo Hofstetter (FRA) | 86è              |
| 182              | Jenthe Biermans (BEL) | DNF              |
| 183              | David Dekker (NED)    | DNF              |
| 184              | Matis Louvel (FRA)    | 27è              |
| 185              | Daniel McLay (GBR)    | 96è              |
| 186              | Mathis Le Berre (FRA) | 94è              |
| 187              | Clément Russo (FRA)   | 81è              |

| Groupama-FDJ GFC | Groupama-FDJ GFC       | Groupama-FDJ GFC |
| ---------------- | ---------------------- | ---------------- |
| Núm              | Ciclista               | Pos              |
| 191              | Stefan Küng (SUI)      | 6è               |
| 192              | Lewis Askey (GBR)      | 32è              |
| 193              | Kevin Geniets (LUX)    | DNF              |
| 194              | Olivier Le Gac (FRA)   | 60è              |
| 195              | Fabian Lienhard (SUI)  | 78è              |
| 196              | Valentin Madouas (FRA) | DNF              |
| 197              | Samuel Watson (GBR)    | 67è              |

| Movistar Team MOV | Movistar Team MOV                 | Movistar Team MOV |
| ----------------- | --------------------------------- | ----------------- |
| Núm               | Ciclista                          | Pos               |
| 201               | Iván García Cortina (ESP)         | 21è               |
| 202               | Juri Hollmann (GER)               | DNF               |
| 203               | Johan Jacobs (SUI)                | 88è               |
| 204               | Matteo Jorgenson (USA)            | 9è                |
| 205               | Oier Lazkano López (ESP)          | DNF               |
| 206               | Iván Romeo Abad (ESP)             | DNF               |
| 207               | Mathias Norsgaard Jørgensen (DEN) | 57è               |

| TotalEnergies TEN | TotalEnergies TEN          | TotalEnergies TEN |
| ----------------- | -------------------------- | ----------------- |
| Núm               | Ciclista                   | Pos               |
| 211               | Peter Sagan (SVK) (ruta)   | DNF               |
| 212               | Edvald Boasson Hagen (NOR) | DNF               |
| 213               | Paul Ourselin (FRA)        | DNF               |
| 214               | Thomas Bonnet (FRA)        | DNF               |
| 215               | Sandy Dujardin (FRA)       | 70è               |
| 216               | Anthony Turgis (FRA)       | 17è               |
| 217               | Dries Van Gestel (BEL)     | 22è               |

| Bingoal WB BWB | Bingoal WB BWB                 | Bingoal WB BWB |
| -------------- | ------------------------------ | -------------- |
| Núm            | Ciclista                       | Pos            |
| 221            | Guillaume Van Keirsbulck (BEL) | 47è            |
| 222            | Floris De Tier (BEL)           | 85è            |
| 223            | Dimitri Peyskens (BEL)         | DNF            |
| 224            | Alexis Guérin (FRA)            | DNF            |
| 225            | Julian Mertens (BEL)           | 64è            |
| 226            | Ludovic Robeet (BEL)           | DNF            |
| 227            | Luca Van Boven (BEL)           | 89è            |

| Team Flanders-Baloise TFB | Team Flanders-Baloise TFB | Team Flanders-Baloise TFB |
| ------------------------- | ------------------------- | ------------------------- |
| Núm                       | Ciclista                  | Pos                       |
| 231                       | Vito Braet (BEL)          | 59è                       |
| 232                       | Alex Colman (BEL)         | DNF                       |
| 233                       | Sander De Pestel (BEL)    | DNF                       |
| 234                       | Lindsay De Vylder (BEL)   | DNF                       |
| 235                       | Jenno Berckmoes (BEL)     | DNF                       |
| 236                       | Gilles De Wilde (BEL)     | DNF                       |
| 237                       | Ward Vanhoof (BEL)        | DNF                       |

| Uno-X Pro Cycling Team UXT | Uno-X Pro Cycling Team UXT   | Uno-X Pro Cycling Team UXT |
| -------------------------- | ---------------------------- | -------------------------- |
| Núm                        | Ciclista                     | Pos                        |
| 241                        | Alexander Kristoff (NOR)     | 18è                        |
| 242                        | Martin Bugge Urianstad (NOR) | DNF                        |
| 243                        | Kristoffer Halvorsen (NOR)   | DNF                        |
| 244                        | William Blume Levy (DEN)     | 84è                        |
| 245                        | Erik Nordsæter Resell (NOR)  | DNF                        |
| 246                        | Louis Bendixen (DEN)         | DNF                        |
| 247                        | Rasmus Tiller (NOR) (ruta)   | 87è                        |

| Alpecin-Deceuninck ADC | Alpecin-Deceuninck ADC     | Alpecin-Deceuninck ADC |
| ---------------------- | -------------------------- | ---------------------- |
| Núm                    | Ciclista                   | Pos                    |
| 1                      | Mathieu van der Poel (NED) | 2n                     |
| 2                      | Silvan Dillier (SUI)       | 80è                    |
| 3                      | Maurice Ballerstedt (GER)  | DNF                    |
| 4                      | Michael Gogl (AUT)         | DNF                    |
| 5                      | Søren Kragh Andersen (DEN) | DNF                    |
| 6                      | Gianni Vermeersch (BEL)    | 30è                    |
| 7                      | Xandro Meurisse (BEL)      | 54è                    |

| Jumbo-Visma TJV | Jumbo-Visma TJV            | Jumbo-Visma TJV |
| --------------- | -------------------------- | --------------- |
| Núm             | Ciclista                   | Pos             |
| 11              | Wout van Aert (BEL)        | 4t              |
| 12              | Edoardo Affini (ITA)       | DNF             |
| 13              | Tiesj Benoot (BEL)         | 13è             |
| 14              | Christophe Laporte (FRA)   | 14è             |
| 15              | Tim Van Dijke (NED)        | 42è             |
| 16              | Tosh Van der Sande (BEL)   | DNF             |
| 17              | Nathan Van Hooydonck (BEL) | 11è             |

| UAE Team Emirates UAD | UAE Team Emirates UAD      | UAE Team Emirates UAD |
| --------------------- | -------------------------- | --------------------- |
| Núm                   | Ciclista                   | Pos                   |
| 21                    | Tadej Pogačar (SLO)        | 1r                    |
| 22                    | Rui Oliveira (POR)         | 58è                   |
| 23                    | Sjoerd Bax (NED)           | 68è                   |
| 24                    | Mikkel Bjerg (DEN)         | 15è                   |
| 25                    | Vegard Stake Laengen (NOR) | 69è                   |
| 26                    | Matteo Trentin (ITA)       | 10è                   |
| 27                    | Tim Wellens (BEL)          | DNF                   |

| AG2R Citroën Team ACT | AG2R Citroën Team ACT   | AG2R Citroën Team ACT |
| --------------------- | ----------------------- | --------------------- |
| Núm                   | Ciclista                | Pos                   |
| 31                    | Greg Van Avermaet (BEL) | 62è                   |
| 32                    | Benoît Cosnefroy (FRA)  | 16è                   |
| 33                    | Stan Dewulf (BEL)       | 48è                   |
| 34                    | Lawrence Naesen (BEL)   | DNF                   |
| 35                    | Oliver Naesen (BEL)     | 40è                   |
| 36                    | Pierre Gautherat (FRA)  | DNF                   |
| 37                    | Damien Touzé (FRA)      | 91è                   |

| Lotto Dstny LTD | Lotto Dstny LTD          | Lotto Dstny LTD |
| --------------- | ------------------------ | --------------- |
| Núm             | Ciclista                 | Pos             |
| 41              | Caleb Ewan (AUS)         | DNF             |
| 42              | Sébastien Grignard (BEL) | DNF             |
| 43              | Jasper De Buyst (BEL)    | DNF             |
| 44              | Arjen Livyns (BEL)       | 35è             |
| 45              | Frederik Frison (BEL)    | 34è             |
| 46              | Brent Van Moer (BEL)     | DNF             |
| 47              | Florian Vermeersch (BEL) | 12è             |

| Trek-Segafredo TFS | Trek-Segafredo TFS         | Trek-Segafredo TFS |
| ------------------ | -------------------------- | ------------------ |
| Núm                | Ciclista                   | Pos                |
| 51                 | Jasper Stuyven (BEL)       | 26è                |
| 52                 | Emīls Liepiņš (LAT) (ruta) | 71è                |
| 53                 | Daan Hoole (NED)           | 61è                |
| 54                 | Alex Kirsch (LUX)          | DNF                |
| 55                 | Mads Pedersen (DEN)        | 3r                 |
| 56                 | Edward Theuns (BEL)        | 44è                |
| 57                 | Mathias Vacek (CZE)        | 65è                |

| Ineos Grenadiers IGD | Ineos Grenadiers IGD         | Ineos Grenadiers IGD |
| -------------------- | ---------------------------- | -------------------- |
| Núm                  | Ciclista                     | Pos                  |
| 61                   | Thomas Pidcock (GBR)         | 52è                  |
| 62                   | Kim Heiduk (GER)             | DNF                  |
| 63                   | Jhonatan Narváez Prado (ECU) | 25è                  |
| 64                   | Ben Turner (GBR)             | DNF                  |
| 65                   | Luke Rowe (GBR)              | 95è                  |
| 66                   | Magnus Sheffield (USA)       | 28è                  |
| 67                   | Connor Swift (GBR)           | 90è                  |

| Soudal Quick-Step SOQ | Soudal Quick-Step SOQ         | Soudal Quick-Step SOQ |
| --------------------- | ----------------------------- | --------------------- |
| Núm                   | Ciclista                      | Pos                   |
| 71                    | Julian Alaphilippe (FRA)      | 51è                   |
| 72                    | Kasper Asgreen (DEN)          | 7è                    |
| 73                    | Davide Ballerini (ITA)        | 56è                   |
| 74                    | Tim Merlier (BEL) (ruta)      | 43è                   |
| 75                    | Yves Lampaert (BEL)           | 41è                   |
| 76                    | Florian Sénéchal (FRA) (ruta) | DNF                   |
| 77                    | Tim Declercq (BEL)            | DNF                   |

| Team Jayco AlUla JAY | Team Jayco AlUla JAY   | Team Jayco AlUla JAY |
| -------------------- | ---------------------- | -------------------- |
| Núm                  | Ciclista               | Pos                  |
| 81                   | Michael Matthews (AUS) | DNF                  |
| 82                   | Luke Durbridge (AUS)   | DNF                  |
| 83                   | Luka Mezgec (SLO)      | DNF                  |
| 84                   | Kelland O'Brien (AUS)  | 72è                  |
| 85                   | Blake Quick (AUS)      | DNF                  |
| 86                   | Elmar Reinders (NED)   | 46è                  |
| 87                   | Zdeněk Štybar (CZE)    | 75è                  |

| EF Education-EasyPost EFE | EF Education-EasyPost EFE   | EF Education-EasyPost EFE |
| ------------------------- | --------------------------- | ------------------------- |
| Núm                       | Ciclista                    | Pos                       |
| 91                        | Julius van den Berg (NED)   | 74è                       |
| 92                        | Jens Keukeleire (BEL)       | 53è                       |
| 93                        | Owain Doull (GBR)           | 33è                       |
| 94                        | Mikkel Frølich Honoré (DEN) | 39è                       |
| 95                        | Thomas Scully (NZL)         | DNF                       |
| 96                        | Neilson Powless (USA)       | 5è                        |
| 97                        | Jonas Rutsch (GER)          | 29è                       |

| Bahrain Victorious TBV | Bahrain Victorious TBV | Bahrain Victorious TBV |
| ---------------------- | ---------------------- | ---------------------- |
| Núm                    | Ciclista               | Pos                    |
| 101                    | Matej Mohorič (SLO)    | DNF                    |
| 102                    | Nikias Arndt (GER)     | DNF                    |
| 103                    | Kamil Gradek (POL)     | DNF                    |
| 104                    | Filip Maciejuk (POL)   | DQ                     |
| 105                    | Andrea Pasqualon (ITA) | 36è                    |
| 106                    | Dušan Rajović (SRB)    | DNF                    |
| 107                    | Fred Wright (GBR)      | 8è                     |

| Intermarché-Circus-Wanty ICW | Intermarché-Circus-Wanty ICW | Intermarché-Circus-Wanty ICW |
| ---------------------------- | ---------------------------- | ---------------------------- |
| Núm                          | Ciclista                     | Pos                          |
| 111                          | Biniam Girmay (ERI)          | DNF                          |
| 112                          | Sven Erik Bystrøm (NOR)      | 31è                          |
| 113                          | Aimé De Gendt (BEL)          | DNF                          |
| 114                          | Dries De Pooter (BEL)        | 79è                          |
| 115                          | Baptiste Planckaert (BEL)    | DNF                          |
| 116                          | Laurenz Rex (BEL)            | 49è                          |
| 117                          | Taco van der Hoorn (NED)     | DNF                          |

| Team DSM DSM | Team DSM DSM              | Team DSM DSM |
| ------------ | ------------------------- | ------------ |
| Núm          | Ciclista                  | Pos          |
| 121          | John Degenkolb (GER)      | 19è          |
| 122          | Pavel Bittner (CZE)       | 82è          |
| 123          | Nils Eekhoff (NED)        | DNF          |
| 124          | Leon Heinschke (GER)      | DNF          |
| 125          | Alexander Edmondson (AUS) | 83è          |
| 126          | Tim Naberman (NED)        | DNF          |
| 127          | Kevin Vermaerke (USA)     | DNF          |

| Bora-Hansgrohe BOH | Bora-Hansgrohe BOH       | Bora-Hansgrohe BOH |
| ------------------ | ------------------------ | ------------------ |
| Núm                | Ciclista                 | Pos                |
| 131                | Shane Archbold (NZL)     | DNF                |
| 132                | Patrick Gamper (AUT)     | DNF                |
| 133                | Marco Haller (AUT)       | DNF                |
| 134                | Nils Politt (GER) (ruta) | 20è                |
| 135                | Jordi Meeus (BEL)        | DNF                |
| 136                | Danny van Poppel (NED)   | DNF                |
| 137                | Jonas Koch (GER)         | 76è                |

| Astana Qazaqstan Team AST | Astana Qazaqstan Team AST     | Astana Qazaqstan Team AST |
| ------------------------- | ----------------------------- | ------------------------- |
| Núm                       | Ciclista                      | Pos                       |
| 141                       | Igor Chzhan (KAZ) (ruta)      | DNF                       |
| 142                       | Ievgueni Guiditx (KAZ) (ruta) | DNF                       |
| 143                       | Martin Laas (EST)             | DNF                       |
| 144                       | Yevgeniy Fedorov (KAZ)        | 63è                       |
| 145                       | Dmitri Grúzdev (KAZ)          | DNF                       |
| 146                       | Nurbergen Nurlykhassym (KAZ)  | DNF                       |
| 147                       | Gleb Syrica                   | 73è                       |

| Cofidis COF | Cofidis COF            | Cofidis COF |
| ----------- | ---------------------- | ----------- |
| Núm         | Ciclista               | Pos         |
| 151         | Piet Allegaert (BEL)   | 45è         |
| 152         | Wesley Kreder (NED)    | DNF         |
| 153         | Christophe Noppe (BEL) | 77è         |
| 154         | André Carvalho (POR)   | DNF         |
| 155         | Alexis Renard (FRA)    | DNF         |
| 156         | Axel Zingle (FRA)      | 38è         |
| 157         | Max Walscheid (GER)    | 55è         |

| Israel-Premier Tech IPT | Israel-Premier Tech IPT | Israel-Premier Tech IPT |
| ----------------------- | ----------------------- | ----------------------- |
| Núm                     | Ciclista                | Pos                     |
| 161                     | Dylan Teuns (BEL)       | 37è                     |
| 162                     | Guillaume Boivin (CAN)  | 93è                     |
| 163                     | Jens Reynders (BEL)     | DNF                     |
| 164                     | Hugo Houle (CAN)        | 66è                     |
| 165                     | Krists Neilands (LAT)   | DNF                     |
| 166                     | Tom Van Asbroeck (BEL)  | 23è                     |
| 167                     | Sep Vanmarcke (BEL)     | 24è                     |

| Q36.5 Pro Cycling Team Q36 | Q36.5 Pro Cycling Team Q36 | Q36.5 Pro Cycling Team Q36 |
| -------------------------- | -------------------------- | -------------------------- |
| Núm                        | Ciclista                   | Pos                        |
| 171                        | Jack Bauer (NZL)           | DNF                        |
| 172                        | Filippo Colombo (SUI)      | 50è                        |
| 173                        | Alessandro Fedeli (ITA)    | DNF                        |
| 174                        | Nicolò Parisini (ITA)      | DNF                        |
| 175                        | Kamil Małecki (POL)        | DNF                        |
| 176                        | Antonio Puppio (ITA)       | 92è                        |
| 177                        | Nickolas Zukowsky (CAN)    | DNF                        |

| Arkéa-Samsic ARK | Arkéa-Samsic ARK      | Arkéa-Samsic ARK |
| ---------------- | --------------------- | ---------------- |
| Núm              | Ciclista              | Pos              |
| 181              | Hugo Hofstetter (FRA) | 86è              |
| 182              | Jenthe Biermans (BEL) | DNF              |
| 183              | David Dekker (NED)    | DNF              |
| 184              | Matis Louvel (FRA)    | 27è              |
| 185              | Daniel McLay (GBR)    | 96è              |
| 186              | Mathis Le Berre (FRA) | 94è              |
| 187              | Clément Russo (FRA)   | 81è              |

| Groupama-FDJ GFC | Groupama-FDJ GFC       | Groupama-FDJ GFC |
| ---------------- | ---------------------- | ---------------- |
| Núm              | Ciclista               | Pos              |
| 191              | Stefan Küng (SUI)      | 6è               |
| 192              | Lewis Askey (GBR)      | 32è              |
| 193              | Kevin Geniets (LUX)    | DNF              |
| 194              | Olivier Le Gac (FRA)   | 60è              |
| 195              | Fabian Lienhard (SUI)  | 78è              |
| 196              | Valentin Madouas (FRA) | DNF              |
| 197              | Samuel Watson (GBR)    | 67è              |

| Movistar Team MOV | Movistar Team MOV                 | Movistar Team MOV |
| ----------------- | --------------------------------- | ----------------- |
| Núm               | Ciclista                          | Pos               |
| 201               | Iván García Cortina (ESP)         | 21è               |
| 202               | Juri Hollmann (GER)               | DNF               |
| 203               | Johan Jacobs (SUI)                | 88è               |
| 204               | Matteo Jorgenson (USA)            | 9è                |
| 205               | Oier Lazkano López (ESP)          | DNF               |
| 206               | Iván Romeo Abad (ESP)             | DNF               |
| 207               | Mathias Norsgaard Jørgensen (DEN) | 57è               |

| TotalEnergies TEN | TotalEnergies TEN          | TotalEnergies TEN |
| ----------------- | -------------------------- | ----------------- |
| Núm               | Ciclista                   | Pos               |
| 211               | Peter Sagan (SVK) (ruta)   | DNF               |
| 212               | Edvald Boasson Hagen (NOR) | DNF               |
| 213               | Paul Ourselin (FRA)        | DNF               |
| 214               | Thomas Bonnet (FRA)        | DNF               |
| 215               | Sandy Dujardin (FRA)       | 70è               |
| 216               | Anthony Turgis (FRA)       | 17è               |
| 217               | Dries Van Gestel (BEL)     | 22è               |

| Bingoal WB BWB | Bingoal WB BWB                 | Bingoal WB BWB |
| -------------- | ------------------------------ | -------------- |
| Núm            | Ciclista                       | Pos            |
| 221            | Guillaume Van Keirsbulck (BEL) | 47è            |
| 222            | Floris De Tier (BEL)           | 85è            |
| 223            | Dimitri Peyskens (BEL)         | DNF            |
| 224            | Alexis Guérin (FRA)            | DNF            |
| 225            | Julian Mertens (BEL)           | 64è            |
| 226            | Ludovic Robeet (BEL)           | DNF            |
| 227            | Luca Van Boven (BEL)           | 89è            |

| Team Flanders-Baloise TFB | Team Flanders-Baloise TFB | Team Flanders-Baloise TFB |
| ------------------------- | ------------------------- | ------------------------- |
| Núm                       | Ciclista                  | Pos                       |
| 231                       | Vito Braet (BEL)          | 59è                       |
| 232                       | Alex Colman (BEL)         | DNF                       |
| 233                       | Sander De Pestel (BEL)    | DNF                       |
| 234                       | Lindsay De Vylder (BEL)   | DNF                       |
| 235                       | Jenno Berckmoes (BEL)     | DNF                       |
| 236                       | Gilles De Wilde (BEL)     | DNF                       |
| 237                       | Ward Vanhoof (BEL)        | DNF                       |

| Uno-X Pro Cycling Team UXT | Uno-X Pro Cycling Team UXT   | Uno-X Pro Cycling Team UXT |
| -------------------------- | ---------------------------- | -------------------------- |
| Núm                        | Ciclista                     | Pos                        |
| 241                        | Alexander Kristoff (NOR)     | 18è                        |
| 242                        | Martin Bugge Urianstad (NOR) | DNF                        |
| 243                        | Kristoffer Halvorsen (NOR)   | DNF                        |
| 244                        | William Blume Levy (DEN)     | 84è                        |
| 245                        | Erik Nordsæter Resell (NOR)  | DNF                        |
| 246                        | Louis Bendixen (DEN)         | DNF                        |
| 247                        | Rasmus Tiller (NOR) (ruta)   | 87è                        |